# Alois Halder
Alois Halder (* 12. August 1928 in Ulm; † 16. Januar 2020 in Augsburg) war ein deutscher Philosoph und Hochschullehrer. Ab 1972 wirkte er als ordentlicher Professor für Geschichte der Philosophie an der Universität Augsburg.

## Leben und Werk
Halder studierte an den Universitäten Tübingen und Freiburg i. Br. Philosophie, Germanistik und Kunstgeschichte.
Im Jahr 1955 wurde er in Freiburg mit der Arbeit Studien über Kunst und Kult, die 1956 als Band 15 in der philosophischen Schriftenreihe Symposion erschien, zum Dr. phil. promoviert. 1958 brachte er zusammen mit seinem Lehrer Max Müller »Herders kleines philosophisches Wörterbuch« heraus, das später als Philosophisches Wörterbuch viele bearbeitete Auflagen erlebte und von Halder allein nach Müllers Tod 1994 noch mehrfach überarbeitet wurde, zuletzt für die Neuausgabe von 2008. 1961 ging Halder als Assistent von Max Müller mit ihm an die Ludwig-Maximilians-Universität München, wo er sich 1967 habilitierte und Privatdozent wurde. Nach einer anschließenden Professur an der Philosophisch-Theologischen Hochschule Dillingen kam er 1971 an die kurz zuvor gegründete Universität Augsburg. Dort war er in der theologischen Fakultät bzw. für den Katholisch-Theologischen Bereich von 1972 bis zu seiner Emeritierung 1994 ordentlicher Professor für Geschichte der Philosophie. Von 1991 bis 1993 war Halder Prorektor der Universität Augsburg.
„Der Bogen seiner Auseinandersetzung mit Metaphysik war weit gespannt: Von deren platonischen und aristotelischen Anfängen zu ihren mittelalterlichen Fortentwicklungen, bis hin zu ihren neuzeitlichen Verwandlungen und ihren modernen Transformationen. Der Blick auf diese Geschichte galt nicht allein den unterschiedlichen Gestalten von Metaphysik, ihren offenen wie verborgenen Verzweigungen. Er zielte auch auf deren Gesamtzusammenhang, auf jene Bestimmungen von Metaphysik, welche in tiefgelagerten Formationen den langen Weg metaphysischen Denkens durchlaufen und prägen und so den verästelten Prozeß der Metaphysik in einer Einheit zusammenbinden. ... Sein Philosophieren geschah in unverminderter Offenheit für jenes, was die voranschreitende Moderne philosophisch unternahm, leistete und bot, in durchdachter Vorsicht gegenüber dem Anspruch neuester Entwürfe, in lächelnder Distanz zu aller abschließenden Gewißheit philosophischer Reflexion.“

## Veröffentlichungen (Auswahl)
- Div. Kapitel im Großkapitel „Philosophie“ („Die allgemeine Situation der Philosophie heute“, „Neuidealismus, Historismus und Lebensphilosophie“, „Die Fortführung der klassischen Metaphysik“) In: Der Grosse Herder. Band 12, Ergänzungsband 2, Herder Verlag, Freiburg im Breisgau 1962, Spalte 1187–1199.
- Kunst und Kult, Zur Ästhetik und Philosophie der Kunst in der Wende vom 19. zum 20. Jahrhundert. Karl Alber, Freiburg i. Br./ München 1964, 2. unveränderte Auflage 1987. ISBN 3-495-47109-X
- Metaphysik. In: Karl Rahner (Hrsg.): Herders Theologisches Taschenlexikon. Band 5, Herder Verlag, Freiburg im Breisgau 1973, ISBN 3-451-01955-8, S. 63–71.
- Das Viele, das Eine und das „Selbst“ bei Meister Eckhart. In: Dieter Henrich (Hrsg.): All-Einheit: Wege eines Gedankens in Ost und West. Klett-Cotta, Stuttgart 1985, ISBN 3-608-91394-7.
- Metaphysik. In: Peter Eicher (Hrsg.): Neues Handbuch theologischer Grundbegriffe. Band 3, Kösel, München 1991, ISBN 3-466-20346-5, S. 359–372.

- Alois Halder war zunächst Redakteur und von 1975 bis 1995 Mitherausgeber des Philosophischen Jahrbuchs der Görres-Gesellschaft.

- Philosophisches Wörterbuch. Mitbegründet von Max Müller. Überarbeitete Neuausgabe 2008. Verlag Herder Freiburg i. Br. 2008. ISBN 978-3-451-05967-4. (Nach vielen Bearbeitungen letzte Ausgabe des 1958 von Max Müller und Alois Halder verfassten »Herders kleines philosophisches Wörterbuch«)

## Festschrift
- »Nachdenken der Metaphysik«. Alois Halder zum 70. Geburtstag. Hrsg. von Johann Ev. Hafner, Severin Müller, Manfred Negele. Seite 261–268: Halders Veröffentlichungen bis 1998. Verlegt bei Bernd Wißner, Augsburg 1998. ISBN 3-89639-116-X